# 丹麦人的事迹

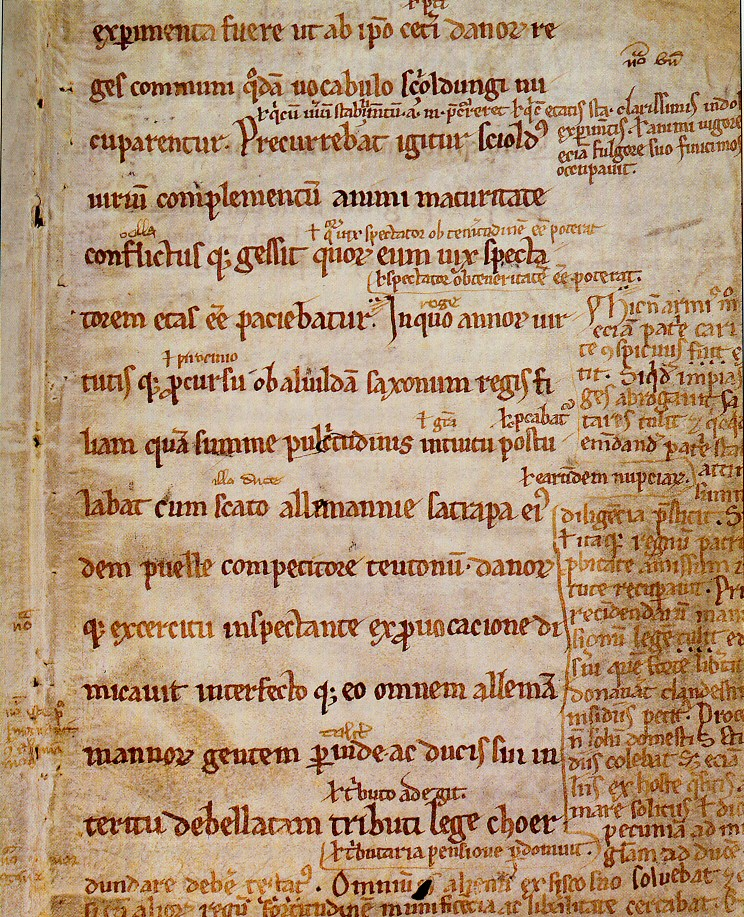
丹麦人的事迹（Angers残篇）的第一页

《丹麦人的事迹》（丹麦语：“Gesta Danorum”）是一部半虚构性质的丹麦历史著作，在12世纪晚期由学者薩克索·格拉瑪提庫斯所撰写，也被叫做萨克索的丹麦史(Saxos Danmarkshistorie,)、萨克索的丹麦编年史(Saxos Danmarkskrønike)、 丹麦王国编年史(Danmarks Riges Krønike)或萨克索编年史(Saxos Krønike)。该书在索勒的修道院写成。在中世纪时，它是最充分地記載丹麦人雄心和事蹟的作品，同时也是研究丹麦史前史的重要参考资料。该书也是最早的记录爱沙尼亚和拉脱维亚历史的文献之一，所以它也是研究波罗的海地区早期历史的重要来源。
《丹麦人的事迹》总共有十六本。在隆德大主教阿布萨隆的盛情邀请下，它由拉丁语写成。它不仅讲述了从史前时期到12世纪晚期的丹麦历史，也穿插了北欧其他地区的历史。它由带有神话色彩的史前史的丹麦统治者丹开始，直到1185年丹麦人征服了南方的文德人作为结尾。它还从一个斯堪的纳维亚人的独特视角，并结合先前的欧洲西南部的史学家的观点，抒发了对中世纪中期的欧洲形势的看法。

## 书籍
《丹麦人的事迹》以散文为体裁，其中还穿插着部分诗歌。它可以分为两个部分：第一部至第九部讲述的是北欧神话；第十部到第十六部讲述的是中世纪历史。其中第九本结尾的老戈姆章节，是第一个记录丹麦国王的事迹的作品。而最后三部（14-16）讲述了丹麦人向南波罗的海的征战和北部的十字军东征时与斯拉夫人的战争，这都是研究西斯拉夫部族（波拉布，波美拉尼亚）和其他异教时非常有价值的参考史料。第十四本书还特别的描绘了一座的吕根岛的神殿。

### 年代
第十六部书的最后一个章节描述的是丹麦国王克努特六世武力征服公爵博吉斯拉夫一世在波美拉尼亚的封地的事件。虽然书中描述的时间是1186年，但大主教安德斯·苏内森在序言中曾提及的丹麦征服易北河北部的时间是1208年。
第十四部书占了几乎整个典籍的四分之一的篇幅，以1178年任命阿布萨隆为大主教结束。因为编撰该系列的工作量巨大，而且大主教阿布萨隆的社会地位十分重要，甚至高于国王瓦尔德马一世，所以第十四部应该是被最先编撰的，而且原先有可能是一个独立作品。而第十五和第十六部有可能是萨克索对第十四部的扩充，增添了国王瓦尔德马一世在位后期和克努特六世早期的故事。
人们相信，第十一部至十三部是随后被撰写的。斯汶·奥吉森的《丹麦历史》（history of Denmark）和 達基亞王朝简史（Brevis Historia Regum Dacie，1186年）讲述到萨克索当时决定要写关于王室的故事，这个应该指的是第十一部至十三部间出现的斯文二世家族。
所以这个也可以解释为什么书中的最后一个事件发生在1186年，而序言却提及了1208年发生的事。其余的前十部应该是在这22年间完成的。

### 手稿
大部分手稿原本都丢失了，只留下了四个残篇：Angers残篇，Lassen残篇，Kall-Rasmussen残篇和Plesner残篇。其中Angers残篇是篇幅最长的，也是唯一被证实确为萨克索本人的手稿。其他的则是1275年的副本。现在，这四篇手稿被珍藏在丹麦哥本哈根的丹麦皇家图书馆中。
这些文本被很好的保存了下来。在1510至1512年间，巴黎的丹麦语译者克里斯蒂恩·佩德森（Christiern Pedersen）遍历丹麦以寻找萨克索著作的现存副本。那个时候大部分文本还流传于世。 在当时，人们对萨克索的大部分了解都基于《日德兰半岛编年史》中记录的〈萨克索著作摘要〉。它用“丹麦人的事迹”来指代萨克索的著作。但并不清楚萨克索起的原名是什么。
克里斯蒂恩·佩德森最后在隆德（今属瑞典）大主教比格爾·贡纳森的收藏品中发现了《丹麦人的事迹》的副本。大主教很乐意的借给了他。在印刷匠乔斯·巴德（Jodocus Badius）的帮助下，《丹麦人的事迹》终于重现于世。

### 印刷版

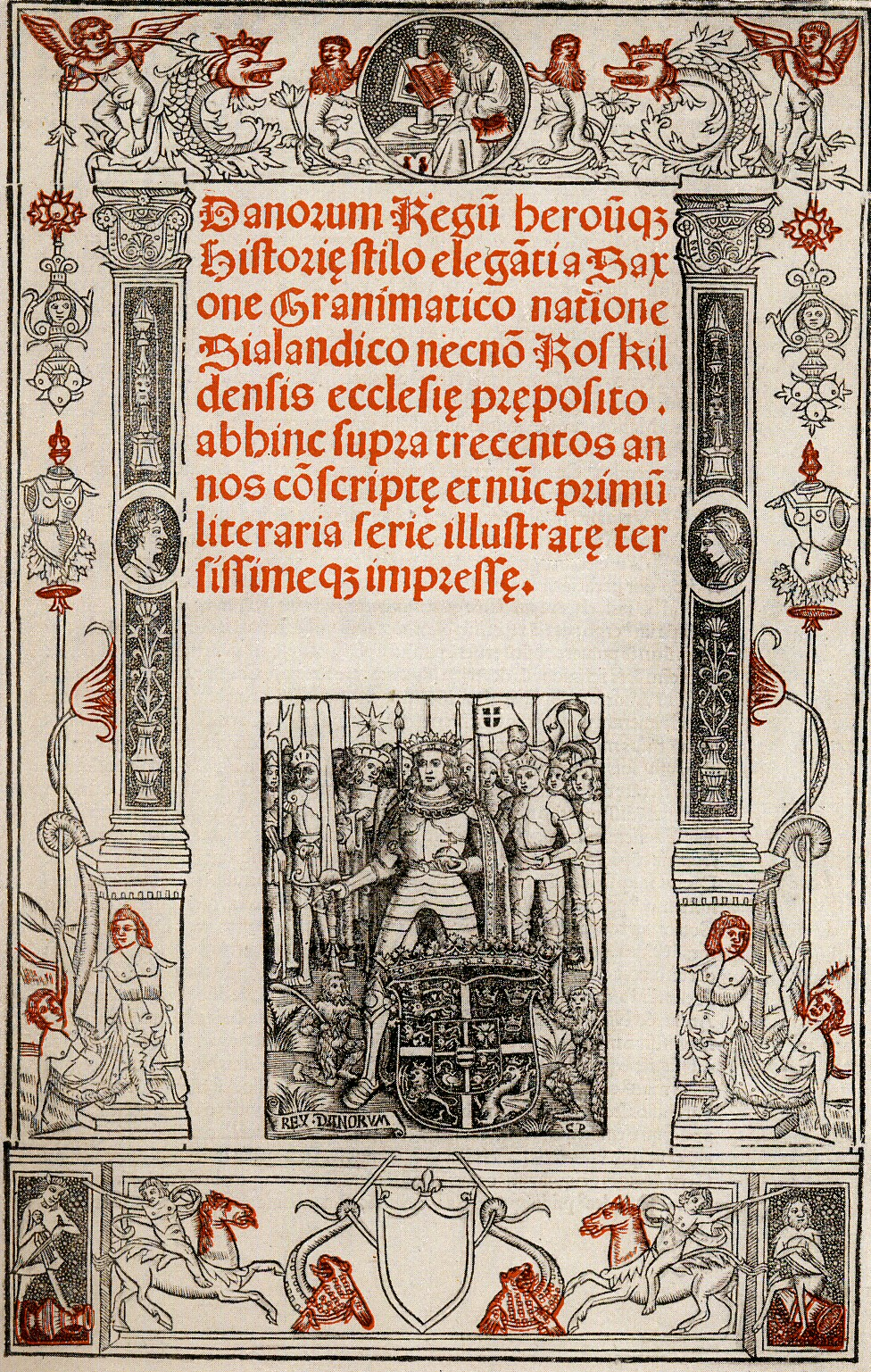
印刷版《丹麦人的事迹》的首页，1514年在巴黎出版

第一个印刷版也是现存最老的萨克索作品的全本是由克里斯蒂恩·佩德森整理的版本。它用拉丁语书写，于1514年3月15日在法国巴黎由印刷匠乔斯·巴德整理出版。当时的名字叫做《丹麦国王和英雄史》（拉丁语：Danorum Regum heroumque Historiae），并于扉页上注明：...由学者乔斯·巴德印刷，于1514年3月15日在美丽的巴黎出版（拉丁语：impressit in inclyta Parrhisorum academia Jodocus Badius Ascensius Idibus Martiis. MDXIIII. Supputatione Romana.）。
首页的全文如下（缩写补全后）：
 
拉丁语版本:
Danorum Regum heroumque Historiae stilo eleganti a Saxone Grammatico natione Zialandico necnon Roskildensis ecclesiae praeposito, abhinc supra trecentos annos conscriptae et nunc primum literaria serie illustratae tersissimeque impressae.
丹麦语版本：
De danske Kongers og Heltes Historie, skrevet i pyntelig Stil for over 300 Aar siden af Saxo Grammaticus, en Sjællandsfar og Provst ved Kirken i Roskilde, og nu for første Gang oplyst ved et Register og omhyggeligt trykt.
《丹麦人的事迹》还被部分翻译成英语、法语和德语。

英语版本：
Histories of the Kings and heroes of the Danes, composed in elegant style by Saxo Grammaticus, a Sjællander and also provost of the church of Roskilde, over three hundred years ago, and now for the first time illustrated and printed correctly in a learned compilation.

意为：
丹麦国王与英雄史，由博学者萨克索精心编撰而成。萨克索，西兰岛人，曾是罗斯基勒教堂的牧师。该部史学典籍被写于三百年前，这是修订与注解后的版本。

## 现存版本
现存的所有译本和新编都参考了克里斯蒂恩·佩德森整理的拉丁文版本《丹麦国王与英雄史》。只有部分语言有全本。

### 拉丁语版本
- Christiern Pedersen, published 1514, title: Danorum Regum heroumque Historiae
- Johannes Oporinus, published 1534, title: Saxonis Grammatici Danorum Historiae Libri XVI
- Philip Lonicer, published 1576, title: Danica Historia Libris XVI
- Stephan Hansen Stephanius, published 1645, title: Saxonis Grammatici Historiæ Danicæ Libri XVI
- Christian Adolph Klotz, published 1771, title: Saxonis Grammatici Historiae Danicae libri XVI
- Peter Erasmus Müller, published 1839, title: Saxonis Grammatici Historia Danica
- Alfred Holder, published 1886, title: Saxonis Grammatici Gesta Danorum
- Jørgen Olrik & Hans Ræder, published 1931, title: Saxonis Gesta Danorum
- Karsten Friis-Jensen, published 2005, title: Gesta Danorum ISBN 978-87-12-04025-5, ISBN 87-12-04025-8

### 丹麦语版本
- Christiern Pedersen, never published ca. 1540, Lost
- Jon Tursons, never published ca. 1555, Lost
- Anders Sørensen Vedel, published 1575, title: Den Danske Krønicke
- Sejer Schousbölle, published 1752, title: Saxonis Grammatici Historia Danica
- N. F. S. Grundtvig, published 1818-1822, title: Danmarks Krønike af Saxo Grammaticus
- Frederik Winkel Horn, published 1898, title: Saxo Grammaticus: Danmarks Krønike
- Jørgen Olrik, published 1908-1912, title: Sakses Danesaga
- Peter Zeeberg, published 2000, title: Saxos Danmarkshistorie ISBN 87-12-03496-7 (complete) ISBN 87-12-03534-3 (vol 1) ISBN 87-12-03535-1 (vol 2)

### 英语版本
- Oliver Elton, published 1894, title: The First Nine Books of the Danish History of Saxo Grammaticus
- Peter Fisher and Hilda Ellis Davidson, published 1979-1980, title: Saxo Grammaticus: The History of the Danes, Books I-IX
- Eric Christiansen, published 1980-1981, title: Saxo Grammaticus: Danorum regum herorumque historia, books X-XVI
- William F. Hansen, published 1983, title: Saxo Grammaticus and the life of Hamlet
- Karsten Friis-Jensen (editor) and Peter Fisher (translator), published 2015, title: Saxo Grammaticus: Gesta Danorum The History of the Danes.  Volume 1 includes books I-X and Volume 2 includes books XI-XVI.

### 其他版本
- Hermann Jantzen, published 1900, title: Saxo Grammaticus. Die ersten neun Bücher der dänischen Geschichte
- Ludovica Koch & Maria Adele Cipolla, published 1993, title: Sassone Grammatico: Gesta dei re e degli eroi danesi
- Yukio Taniguchi, published 1993, title: Sakuso Guramatikusu: Denmakujin no jiseki
- Santiago Ibáñez Lluch, published 1999, title: Saxo Gramático: Historia Danesa

Gesta Danorum is also translated partially in other English, French and German releases.

## 哈姆雷特
《丹麦人的事迹》中记载了威廉·莎士比亚经典戏剧《哈姆雷特》的历史原型。但大家普遍认为莎士比亚并没有读过《丹麦人的事迹》，相反，他只是参考了关于丹麦王子Amleth的陨落的传说。通过易位构词法，Amleth变成了莎士比亚笔下的Hamlet。
萨克索在第三部与第四部中记载到，丹麦国王Rørik Slyngebond赋予Orvendil和Fengi两兄弟日德兰半岛的管辖权。不久之后，Orvendil娶了国王的女儿Geruth（《哈姆雷特》中称为Gertrude）。Amleth则是他们的独子。